# Comando especial de guerra del ejército de la República de Corea
El Comando especial de guerra del Ejército de la República de Corea (ROK-SWC; en hangul: 대한민국 육군 특수전사령부; en hanja: 大韓民國陸軍 特殊戰司令部), también conocido como las Fuerzas especiales del Ejército de la República de Corea «Boinas Negras», es el comando militar del Ejército de Corea del Sur responsable de las operaciones de fuerzas especiales. Las brigadas de las Fuerzas especiales trabajan en estrecha relación con su contraparte estadounidense, los boinas verdes, quienes también fueron su modelo de organización.
En Corea del Sur los boinas verdes están bajo el mando y control del Comando de Operaciones Especiales surcoreano, un subcomando unificado asignado bajo el Comando combatiente (COCOM) del Comando de operaciones especiales de Estados Unidos  (USSOCOM) y delegado del Comando operacional de las Fuerzas Estados Unidos-Corea.
Desde 1993, el ejército surcoreano ha capacitado a expertos mediante el envío de oficiales a varias instituciones de formación, tales como el Cuerpo de Entrenamiento de las Naciones Unidas para Europa del Norte (UNTC), en Polonia e Irlanda. Y, desde 1995, los oficiales y funcionarios relacionados con el gobierno han sido enviados a la prueba del Centro Pearson de Pacificación  (CPP) en Canadá.

## Organización
El comando incluye seis brigadas de fuerzas especiales y un grupo de implementación de ultramar. Reciben capacitación especial para varias misiones de guerra no convencionales. Estas siete unidades comenzaron a ser establecidas a partir de 1958 y están bajo la jurisdicción del Comando Especial de Guerra, establecido en 1969. Las principales tareas de las brigadas de fuerzas especiales ROK incluyen la guerrilla de guerra, reconocimiento especial, guerra no convencional, acción directa, recolección de información en territorio enemigo y llevar a cabo misiones especiales. Los miembros de estas brigadas se someten a entrenamiento especializado en manejo de armas y paracaidismo. Cada brigada tiene un personal de alrededor de seiscientos militares distribuidos en cuatro batallones, con tres compañías cada uno y cada compañía conformada por cinco equipos de doce activos.
Las unidades del comando son:
- Escuela especial de guerra
- 1.ª brigada de fuerzas especiales «Águila»
- 3.ª brigada de fuerzas especiales «Tigre volador»
- Grupo de implementación de ultramar 'Whole World' ( Antes 5 Grupo de misión especial "Black Dragon")
- 7.ª brigada de fuerzas especiales «Pegaso»
- 9.ª brigada de fuerzas especiales «Fantasma»
- 11.ª brigada de fuerzas especiales «Murciélago dorado»
- 13.ª brigada de misión especial «Pantera negra» - reorganizada como la "unidad decapitación"  en 2017[7]
- 707.ª batallón de misión especial «Tigre blanco»

### Brigada de asesinato
Debido al rápido aumento de las amenazas del Norte, Corea del Sur anunció la próxima creación de una recientemente creada brigada de fuerzas especiales para finales de 2017. Su única función sería centrarse en asesinar a miembros de alto rango de liderazgo en la Corea del Norte. Encargados de las misiones de decapitación, la nueva brigada compuesta de aproximadamente mil comandos estaría formado al final de 2017 y podría ser implementado directamente a Pionyang, en una eventual guerra en la península coreana en protocolos preventivos de ataque.
La 13.ª brigada fue seleccionada para ser reorganizada y rearmada como "la unidad de decapitación", con alrededor de mil soldados. El lanzamiento de la brigada especial fue originalmente programado para el año 2019, sin embargo debido al avance nuclear y de misiles en el norte la brigada ha avanzado más rápido de lo esperado. El 1 de diciembre de 2017, la unidad fue creada como estaba previsto. La existente 13.ª brigada aerotransportada fue reorganizada en una brigada de misión especial y celebró su ceremonia de fundación. La nueva unidad estará equipada con armas especiales capaces realizar operaciones de combate terrestres y submarinas, un rifle especial para lanzar granadas y otros medios de transporte adecuados para aire, mar e infiltración submarina, tales como la operación especial de aviones de transporte. Se informó de que la élite de las misión especial naval de los Estados Unidos, unidad DEVGRU, también conocidos como SEAL Team 6, brindará capacitación y tienen un papel consultivo para ayudar a la brigada a prepararse para sus misiones de asesinato. Esto fue visto como parte del continuó desarrollo

## Selección y capacitación
Los operadores de las fuerzas especiales del Comando especial de guerra del ejército de la República de Corea sirven por más tiempo del habitual para los conscriptos militares dentro del ROKA. El servicio de mandato dura 4 años y 3 meses en comparación con el habitual de 1 año y 9 meses para un típico conscripto en el ejército regular. Esto incluye los 3 meses de entrenamiento que todos los reclutas deben realizar antes de ser enviados a una brigada específica. Aquellos que deseen permanecer en servicio por más del término pueden hacerlo. 

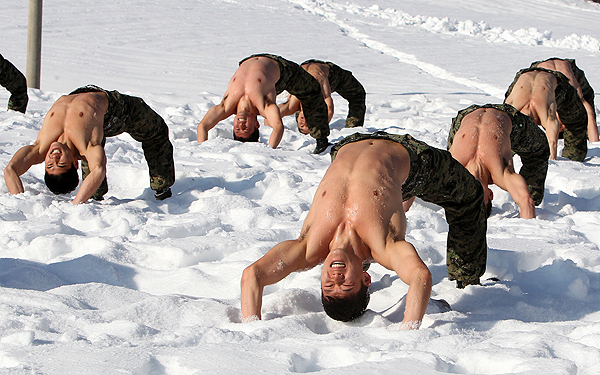
Las fuerzas especiales en entrenamiento de nieve

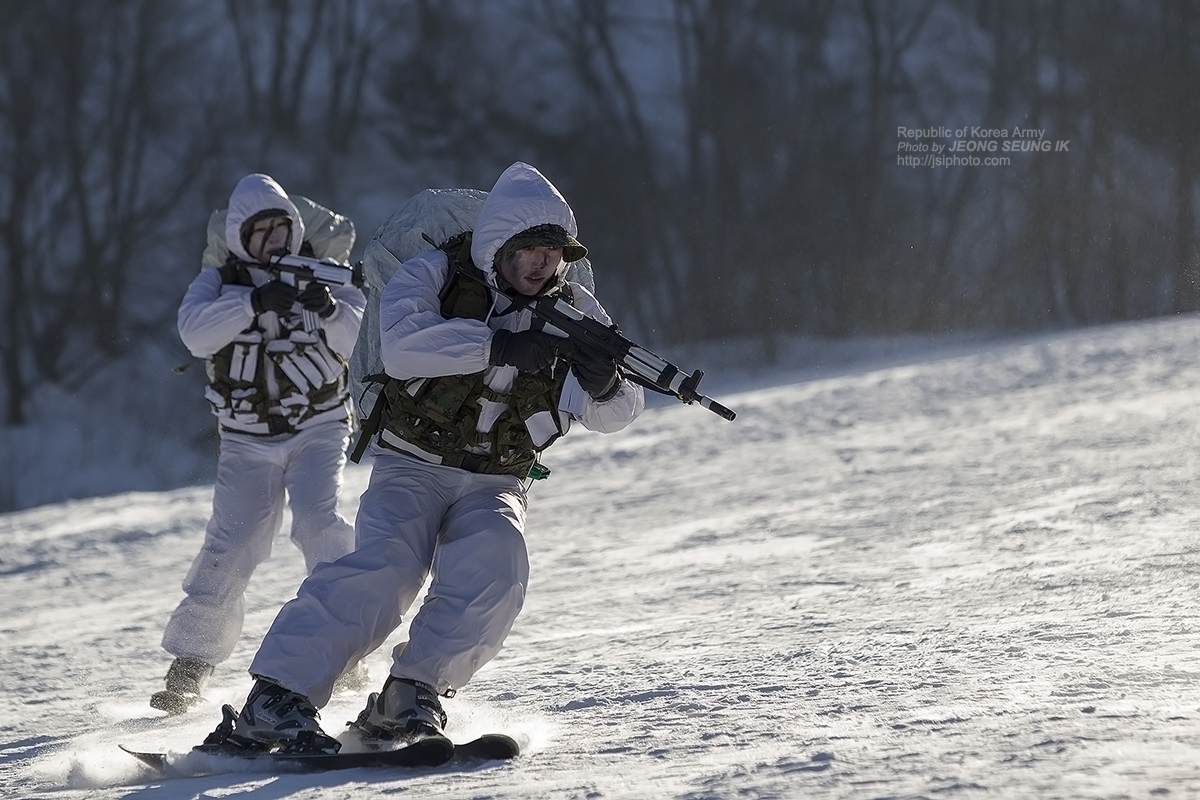
SWC operadores, utilizando esquís para entrenar en la nieve

Durante el primer mes de entrenamiento, los aspirantes tendrán que someterse a una prueba extenuante de trabajo físico para asegurarse de que son físicamente capaces de cumplir con su papel. Esto incluirá una carrera de 25 km a través de terreno montañoso, cargando 30 kg bajo cronómetro, así como regímenes de acondicionamiento físico diario para eliminar a los reclutas físicamente incapaces. Entrenamiento de armas de fuego y capacitación sobre el manejo de armas naturalmente es integrado a lo largo de los 3 meses de periodo de formación. Debido a la naturaleza de las tácticas de guerra coreana, los operadores impartirán dos métodos principales de infiltración en Corea del Norte: infiltración aérea y naval que incluye, por ejemplo, formación Gran altitud-Baja apertura (HALO) y formación de SCUBA (buceo). El objetivo es hacer a los operadores tan versátil como sea posible para asegurarse de que puedan hacer frente al difícil terreno de Corea. En tierra reciben formación en montañismo, así como la supervivencia que implica sobrevivir sin comunicaciones y suministros limitados hasta una semana. También son entrenados en resistencia a interrogatorios. Esto ha llevado a varias muertes como la de un recluta el cual murió por asfixia, mientras estuvo en una típica posición de estrés por varias horas durante el entrenamiento de cautiverio. Por otra parte el entrenamiento subcero se aplica durante el invierno lo que implica que los reclutas están totalmente sumergidos en agua fría con hielo y realizan ejercicios de entrenamiento físico en la nieve con el torso descubierto.

## Relación con SOCKOR

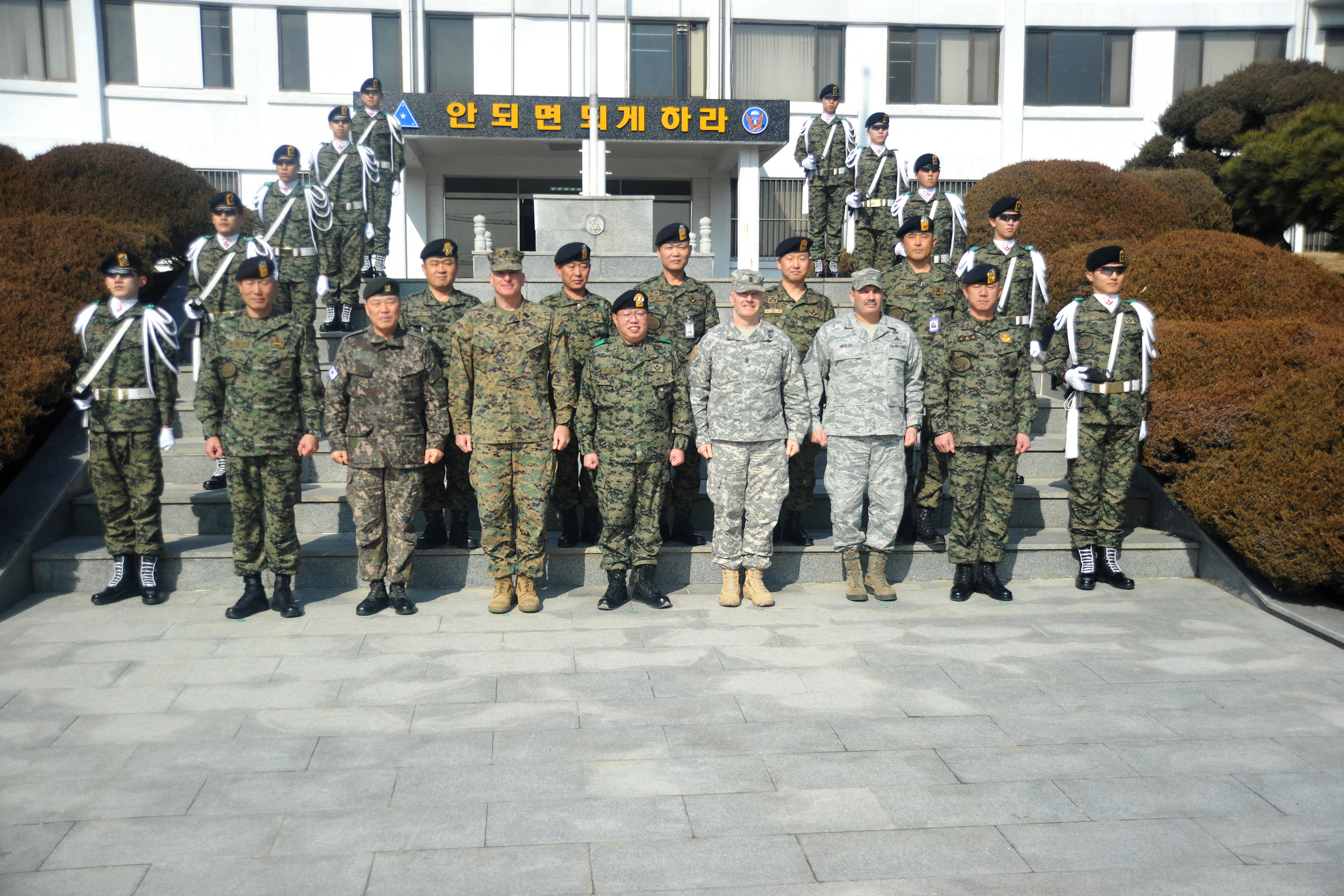
Personal militar de EE. UU. visitando al Comando Especial de Guerra.

Los miembros de las Brigadas de Fuerzas Especiales entrenan y trabajan en estrecha colaboración con los miembros de las Fuerzas Especiales de los Estados Unidos en defensa de la República de Corea.